# Pressing (technique de combat)
Pour les articles homonymes, voir Pressing.
Un pressing, en combat, est un placement offensif continu vers l’avant qui a plusieurs fonctions : perturber, fatiguer, faire reculer, etc., l’opposant.
Le « presseur » va perturber l’activité adverse et ainsi prendre le dessus.
Le pressing exerce sur l’adversaire, plus qu’un effet « physique » à proprement parler, mais une sorte de « pression mentale ». Ainsi, le « pressé » doit être capable de gérer, au même titre que les autres situations de combat, cette position d’instabilité.
Dans le cadre des apprentissages, « faire face à un pressing » et « conduire un pressing » sont deux compétences qui doivent se travailler (s’approprier des habiletés techniques).

## Illustration enboxe
On lui accorde différents objectifs et effets : 
- Raccourcir la distance pour empêcher l’adversaire de s’exprimer ;
- « Amener l’adversaire sur les talons » afin d’engendrer une difficulté à défendre ;
- Amener l’opposant vers les cordes du ring afin de l’immobiliser pour le « travailler » ;
- Exercer une pression psychologique qui va déséquilibrer (perturber) et obliger l’opposant à trouver des solutions pour ne pas laisser trop d’énergie dans la bataille.

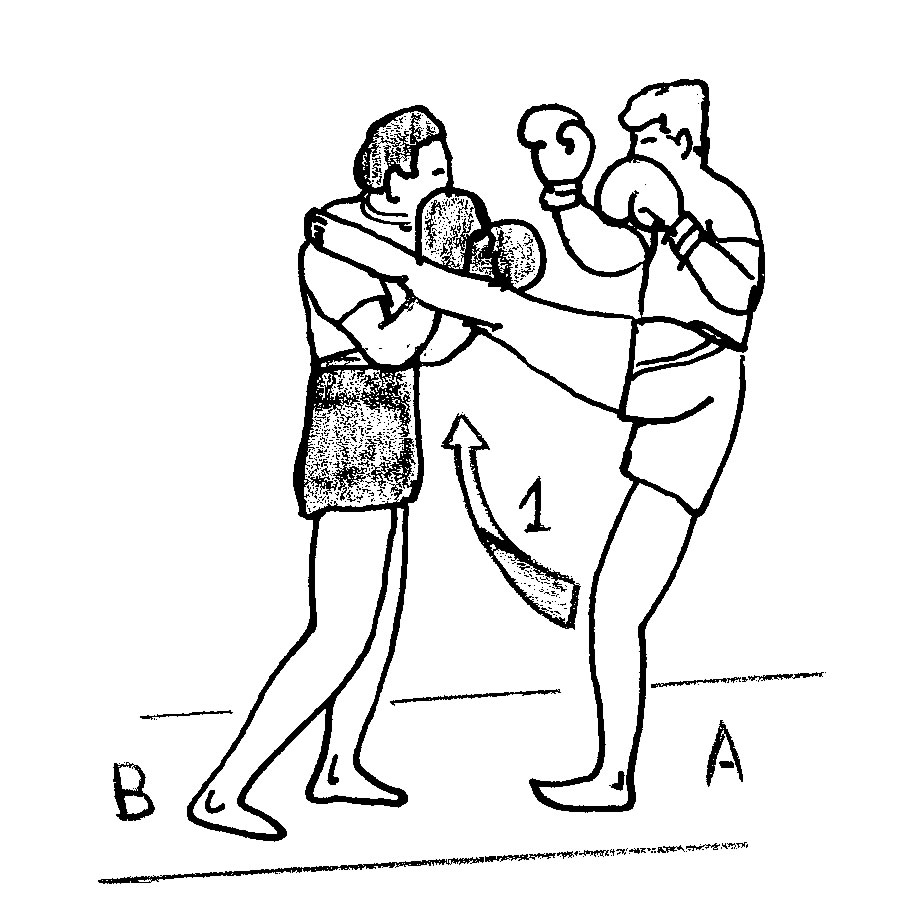
Pressing pour « étouffer » l’adversaire et l’empêcher de travailler en coups de pied
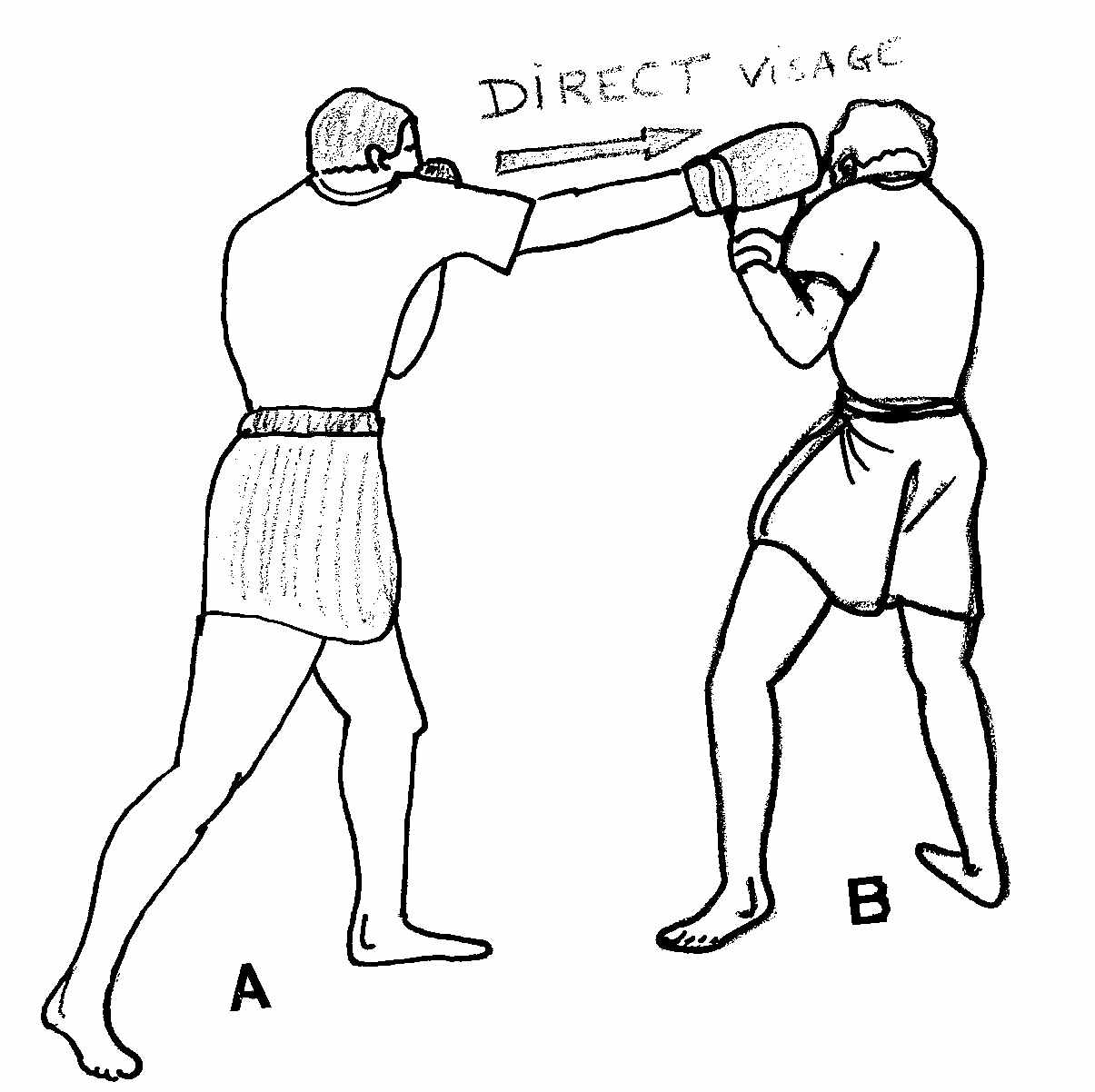
Pressing en portant continuellement des jabs
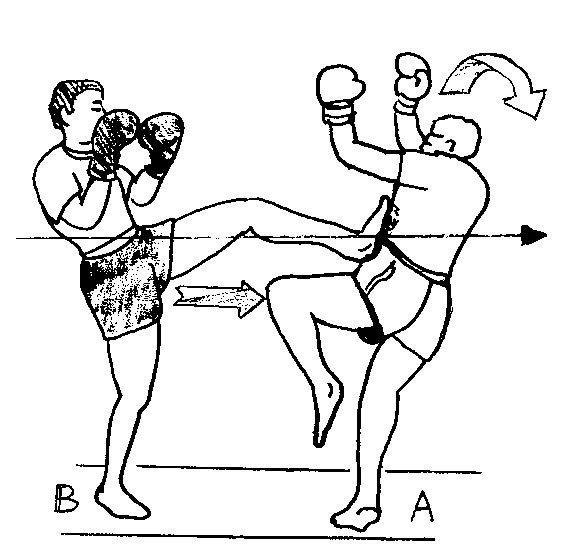
Pressing en portant en permanence des font-kicks

## Sources
- Georges Blanchet, Boxe et sports de combat en éducation physique, Ed. Chiron, Paris, 1947
- Alain Delmas, 1. Lexique de la boxe et des autres boxes (Document fédéral de formation d’entraîneur), Aix-en-Provence, 1981-2005 – 2. Lexique de combatique (Document fédéral de formation d’entraîneur), Toulouse, 1975-1980
- Jack Dempsey, Championship fighting, Ed. Jack Cuddy, 1950
- F.F.E., Les cahiers de la commission pédagogique nationale d’escrime, INSEP, Paris, 1981
- François Géré, Pensée stratégique, Ed. Larousse, Paris, 1999
- Louis Lerda, J.C. Casteyre, Sachons boxer, Ed. Vigot, Paris, 1944
- Thierry de Montbrial et Jean Klein, Dictionnaire de stratégie, PUF, Paris, 2000